# Jean-Louis Pasquet
Jean-Louis Pasquet est un peintre, peintre-cartonnier, lissier, décorateur et scénographe français, né le 12 juin 1938 à Reims.

## Biographie
Jean-Louis Pasquet étudie à l'Académie Charpentier à Paris puis à l'École nationale supérieure d'art de Dijon. Il œuvre dans les domaines de la tapisserie, de la scénographie et du décor de spectacles.

## Tapisserie
En 1971, Jean-Louis Pasquet devient lissier et exécute ses tapisseries sur métier de basse-lisse, son support de prédilection de 1971 à 1986. Il a notamment été représenté à Paris pendant plusieurs années par la galerie La Demeure,, de Denise Majorel,, lieu représentatif de la tapisserie des années 1950 à 1980.
Parmi les expositions notables figurent la galerie le Nombre d’Or à Lyon (1971), la Maison de la Lozère à Paris (1971), la galerie Keerweer Rotterdam et Laaren (Pays-Bas, 1971), la Maison de la culture du passage Pommeraye à Nantes (1981), l'hôtel de ville de La Rochelle (1982), la Maison de la culture de Toulouse (1983), la Maison de la culture de Royan (1983), le Grand Palais (1983) à Paris et le Musée du Luxembourg avec Arelis (1984), le Conseil régional de Bourgogne-Franche-Comté (1984), l'exposition « 40 ans de Tapisserie en France » à l'École nationale supérieure des beaux-arts (Paris, 1985), à l'École supérieure des beaux-arts de Nantes Métropole (1985) et au Convention Center (New-York, 1986), UNESCO avec Arélis, l’Association pour la création et la diffusion de la tapisserie française, (Paris, 1986). Certains clients réputés ont acquis et présenté des œuvres de l'artiste : la brasserie Fouquet’s de Paris, Lionel Poilâne, le siège de la BNP de Londres, le CNIT de La Défense.
Jean-Louis Pasquet a par ailleurs produit des œuvres dans le cadre de 1% artistique, notamment pour des établissements publics des Pays-de-la Loire.
Il a tissé lui-même ses tapisseries et a fait tissé par l'atelier Pierre Daquin , l'Atelier 3 , et l'atelier de Micheline Henry.
Il reçoit des commandes publiques, entre autres pour le collège Marcel Aymé de Marsannay-la-côte et le collège Champ-Lumière de Selongey.

## Réception critique
« Les tapisseries de Jean-Louis Pasquet sont très colorées, chaudes, poétiques, vibrantes, fluides. Elles oscillent entre le figuratif naif et l'abstraction plus ou moins symbolique. Les couleurs font penser à l’Amérique du Sud, au rythme et à la fête. Marqué par ses années d'enfance en Bourgogne, il a gardé un amour profond de la nature, très présente dans ses œuvres, ses tapisseries, bien que construites avec rigueur, donnent une impression de spontanéité et de fraicheur. » Revue Mensuel d'art L'Œil 
« Que peut-on y voir sinon la vie ! De la pulsation lente aux vibrations subtiles, aucune pulsion n’échappe à la matière, aux fibres, à la brillance, aux matités.Enchevêtrement et contrepoint rythmique accompagnent des couleurs sonores qui s’imbriquent dans d’infinies combinaisons. Malgré les contraintes de la trame, les compositions dessinées, abstraites ou figuratives, révèlent une étonnante imagination, une source intarissable d’inspiration. » — Michel Faucher

## Scénographie et décors
En 1987, Jean-Louis Pasquet abandonne le métier à tisser et oriente ses recherches vers de nouveaux modes d’expression : tulles, tissus et bambous.
Parmi ses décors notables figurent sa scénographie d’un spectacle de plein air Marguerite ou la nuit de Faust au festival des Nuits de l’Estran à Pornic (chorégraphie de Serge Keuten, avec une musique de Jacques Lejeune sur un livret d'Alain Richer), ses décors de rues comme l'habillage du théâtre Graslin et des rues, jusqu’au château des Ducs puis les barges du cortège fluvial de la liberté pour le bicentenaire de la Révolution à Nantes. Il crée la scénographie des festivals du Rendez-vous de l’Erdre à Nantes de 1989 à 2001, d'une exposition à l'hôtel de ville de Sarrebruck (Allemagne), peint des thèmes maritimes sur des bâches monumentales posées sur les façades des immeubles de la place Louis XVI à Nantes. Il habille la façade du CNAM pour le bicentenaire de sa fondation à Nantes. Il expose au passage Sainte-Croix dans la même ville. 